# Улица без солнца
«Улица без солнца» (яп. 太陽のない街: тайё-но най мати; англ. The Street Without Sun) — японский чёрно-белый фильм, социальная драма, созданный одним из виднейших деятелей «независимого» японского кино — режиссёром Сацуо Ямамото в 1954 году — по одноимённому роману пролетарского писателя Сунао Токунаги, переведённого на русский язык. Фильм удостоен почётного диплома на VIII Международном кинофестивале в Карловых Варах.

## Сюжет
Фильм повествует о событиях 1926 года — забастовке в одной из крупнейших типографий Токио. Рабочие типографии получают низкую зарплату, живут в мрачных трущобах и еле-еле сводят концы с концами. Вдруг руководство компании принимает решение об увольнении тридцати рабочих. Начинается массовая забастовка…
Боссы компании прибегли к помощи банды преступников и их руками совершили нападение на руководителей стачечного комитета, голодные бастующие рабочие были взяты в осаду полицией… В фильме показана стойкость и мужество забастовщиков, которых не смогли сломить ни голод, ни насилие и произвол.

## О фильме
Фильм снят при содействии Всеяпонского объединения профсоюзов работников типографий, профсоюзной организации типографии «Киодо» Объединения свободных киноработников. Дирекция типографии «Киодо», куда обращался режиссёр о помощи в производстве съёмок, запретила съёмки в помещениях типографии, но профсоюз печатников добился отмены этого запрета. В массовых сценах были заняты типографские рабочие, снимавшиеся бесплатно, а роли полицейских, расправлявшихся со стачечниками, играли студенты.
Для съёмок этого фильма режиссёр впервые в своей практике использовал метод, к которому в дальнейшем не раз обращался, — ещё до съёмок распространял среди рабочих билеты на просмотры будущего фильма. На эти средства, как и на средства профсоюзных организаций и был снят фильм.

## В ролях
- Сумико Хидака — Такаэ Харуки
- Митико Кацура — Кайо
- Хатаэ Киси — Окими
- Хироси Нихонъянаги — Хагимура
- Ясуми Хара — Миядзи
- Осаму Такидзава — директор Окава
- Кэндзи Сусукида — отец Такаэ
- Мико Хара
- Сэн Хара
- Такаси Канда — человек в очках
- Сумико Ихара
- Ёси Като — Исидзука
- Ясуси Нагата — Такаги
- Таниэ Китабаяси — тётя Мацутаро
- Масао Мисима — исполнительный директор Фуруйя
- Тайдзи Тонояма — Гэнъити Иноуэ
- Эйдзиро Тоно — президент компании Кунио

## Премьеры
- — национальная премьера фильма состоялась 24 июня 1954 года[2].
- — фильм демонстрировался в советском кинопрокате с 6 марта 1956 года[комм. 1][3].

## Награды и номинации
- Почётный диплом на VIII Международном кинофестивале в Карловых Варах[4].
- Номинация на кинопремию журнала "Кинэма Дзюмпо", по результатам голосования занял лишь 14 место[5].

## Комментарии
1. ↑  В советском прокате фильм демонстрировался с 6 марта 1956 года, р/у Госкино СССР № 907/56 — опубликовано: «Аннотированный каталог фильмов действующего фонда: Художественные фильмы», М.: «Искусство»-1963, С. 346.